# Kyllingekød
Kyllingekød er kød fra kyllinger, dvs. fra unge høns og haner. Kylligekød indeholder mange proteiner, vitaminer og mineraler. Skindet indeholder meget fedt. Kyllingernes slagtekroppe består primært af bryst, vinger, lår og ben.
Kyllingekød stammer primært fra slagtekyllinger.

## Tilberedning
Kyllingekød bliver typisk kogt, stegt eller grillet. Gennemstegning er vigtig, da kødet kan indeholde bakterier som campylobacter, der kan forårsage mavekneb.